# 石山寅吉
石山 寅吉（いしやま とらきち、1890年（明治23年）1月25日 - 1937年（昭和12年）5月16日）は、大正から昭和前期の労働運動家、農民運動家、政治家。衆議院議員。

## 経歴
新潟県中蒲原郡沼垂町（現新潟市）の貧しい農家に生まれる。1896年（明治29年）同県北蒲原郡濁川村（現:新潟市北区濁川）の製綿業・石山家の養子となる。しかし養家が倒産したため、樺太、北海道へ出稼ぎに出たが過労のため帰郷。家業の再興を図るも不首尾で、1915年（大正4年）精練工として足尾銅山に入山した。
1917年（大正6年）足尾労働組合（のち大日本鉱山労働同盟会）の結成に参画した。1919年（大正8年）足尾銅山争議を指導。1921年（大正10年）麻生久の応援を得て再び足尾銅山争議を指導し、その後、栃木県下初のメーデーを足尾で主催した。1923年（大正12年）から故郷の新潟県で三宅正一、浅沼稲次郎らと農民組合の結成、農民運動の指導に取り組む。1925年（大正14年）足尾立憲公民党を結成し、足尾町会議員に石山を含めて6名が当選した。1927年（昭和2年）大屋政夫らと日本労農党栃木県支部を結成し、同年9月の栃木県会選挙で初の無産党県議に当選した。
1928年（昭和3年）足尾鉱業所から石山が解雇され鹿沼町（現鹿沼市）に移住。1931年（昭和6年）日光鉱山争議の指導により投獄された。1933年（昭和8年）鹿沼町会議員に当選し、上都賀病院の設立に尽力。1937年（昭和12年）4月、第20回衆議院議員総選挙（栃木県第1区、社会大衆党公認）で当選したが、市町村議選応援などによる過労のため登院することなく死去した。

## 脚註
1. ↑  『石山寅吉』 - コトバンク
2. 1 2 3 4  『議会制度百年史 - 衆議院議員名鑑』178頁。
3. 1 2 3 4 5  『新潟県大百科事典 別巻』22頁。
4. 1 2 3 4 5 6 7 8 9 10 11 12 13 14 15 16 17  『栃木県大百科事典』44頁。
5. 1 2 3 4 5 6 7 8 9 10 11 12 13 14 15  『栃木県歴史人物事典』60頁。
6. ↑  『野州名鑑』い之部75頁。
7. ↑  『衆議院議員総選挙一覧 第20回』161頁。
8. ↑  『官報』第3119号、昭和12年5月29日。